# XV Batalion Saperów

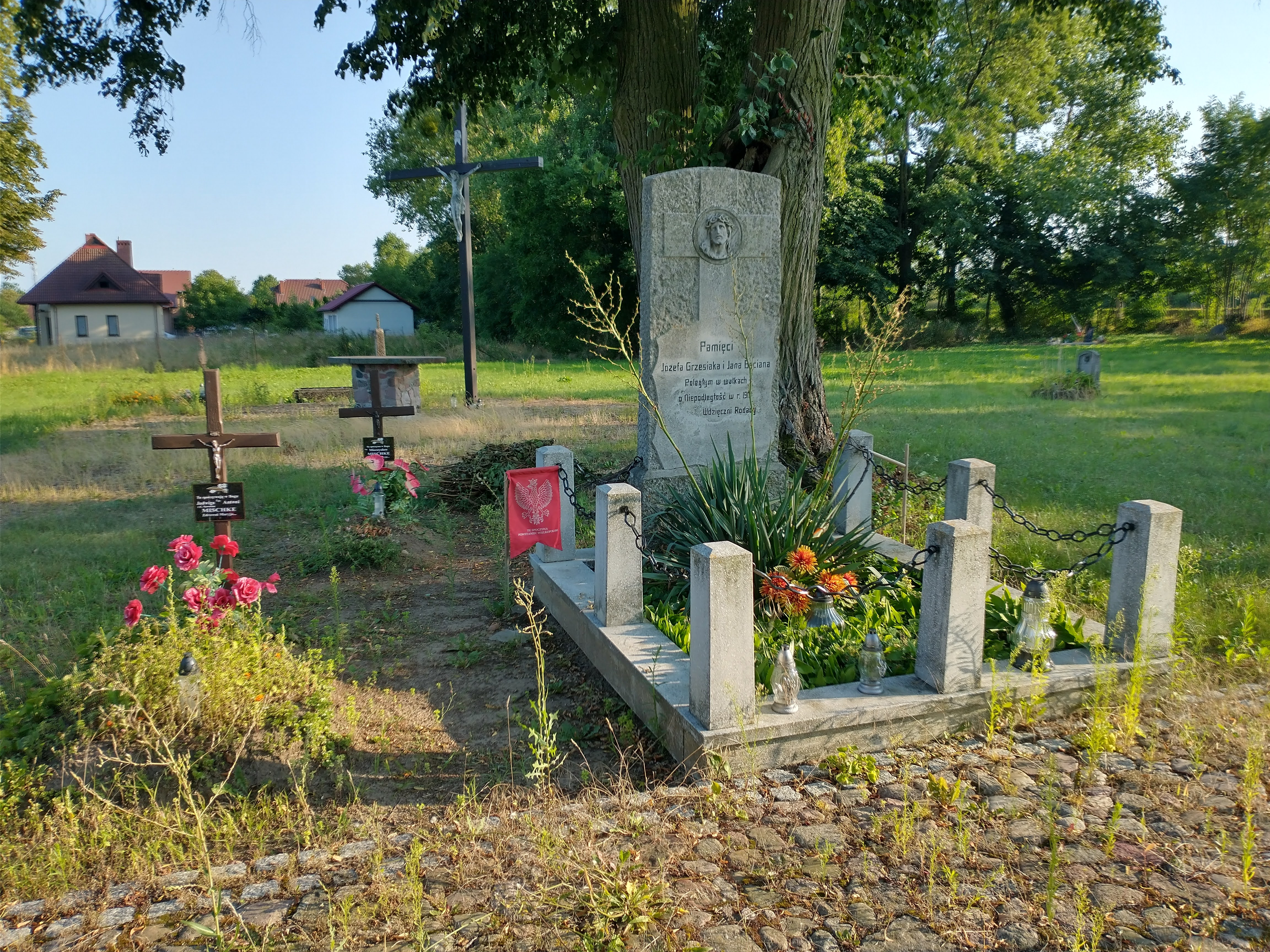
Grób plut. Józefa Grzesiaka

XV batalion saperów (XV bsap) – pododdział saperów Armii Wielkopolskiej i  Wojska Polskiego w II Rzeczypospolitej.

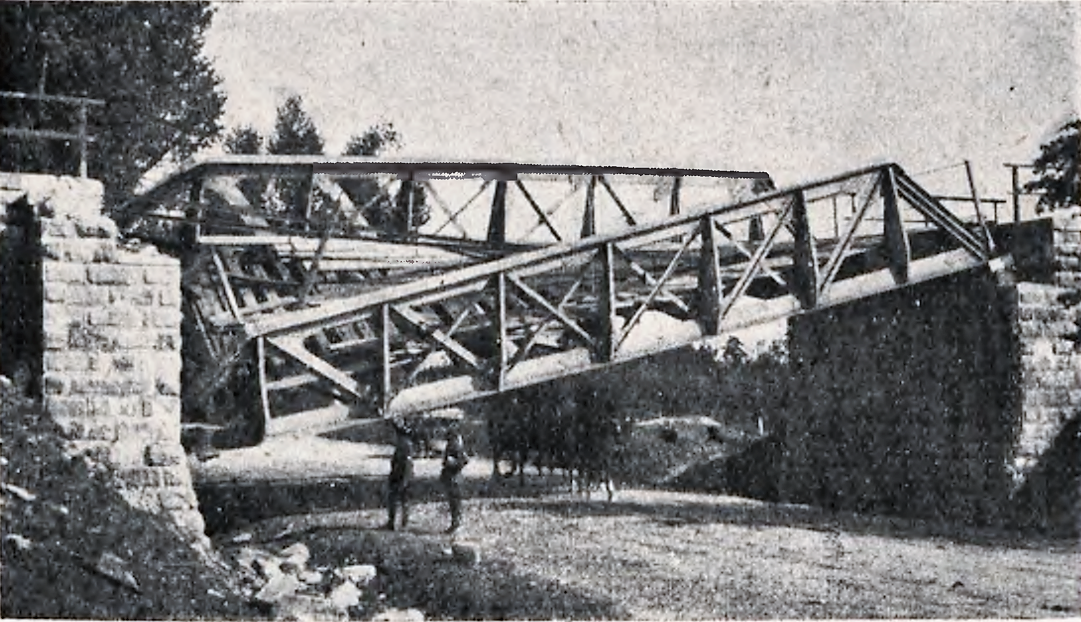
Most kolejowy zerwany przez saperów w czasie wojny polsko-bolszewickiej

## Dzieje batalionu
2 stycznia 1919 w Poznaniu został sformowany I batalion saperów wielkopolskich. 19 stycznia 1919 na stanowisko dowódcy batalionu został wyznaczony kapitan Witold Butler. Organizacja batalionu została zakończona w końcu lutego 1919. Miał on w swoim składzie cztery kompanie polowe, kompanię reflektorów i szkołę podoficerską.
Pododdziały saperów, jeszcze przed zakończeniem organizacji poszczególnych kompanii, były angażowane do akcji bojowych. Pierwszoplanowe znaczenie miało sparaliżowanie działalności niemieckich pociągów pancernych. Zadanie to saperzy realizowali poprzez zniszczenie lub zdobycie pociągu, niszczenie torów kolejowych w miejscach strategicznych oraz wysadzanie mostów. Przykładem tego typu działań było zdobycie 17 lutego 1919 pociągu pancernego pod Rynarzewem. Dowódcą dziewięcioosobowego patrolu minerskiego był plut. Józef Grzesiak, a członkami saperzy: Stanisław Banaszak, Władysław Filipiak, Jakub Floryszczak, Feliks Grzyl, Wojciech Leśniewski, Marian Murawski, Stefan Sroka i Ignacy Roman Wiśniewski. W czasie walki poległ plutonowy Grzesiak i saper Banaszak, a ranni zostali saperzy: Floryszczak, Grzyl, Murawski i Sroka. Plutonowy Grzesiak został pochowany na cmentarzu parafialnym w Cerekwicy. Uczestnicy boju, jako jedni z pierwszych powstańców wielkopolskich, zostali odznaczeni Srebrnym Krzyżem Orderu Virtuti Militari. Głównodowodzący Sił Zbrojnych w byłym zaborze pruskim generał porucznik Józef Dowbor-Muśnicki w rozkazie nr 65 z 9 marca 1919 napisał: „cała ta dziewiatka, po wysadzeniu toru kolejowego, nie zważając na znaczną przewagę załogi pociągu mężnie rzuciła się do ataku i walcząc aż do przybycia posiłków, nie dała wrogowi wycofać pociągu. W nierównej walce tylko trzech ocalało. Ten czyn bohaterski stawiam za wzór. Poległym niech ziemia rodzinna da wieczny pokój. Reszcie – szczycąc się, że dowodzę nimi – składam podziękowanie”.
Batalion wziął czynny udział w walkach z Niemcami na froncie północnym i południowym. Szubin, Rynarzewo, Szkaradowo, Tarwów, Zamość, Bydgoszcz i Fordon były terenem działań, na którym batalion otrzymał chrzest bojowy. 30 stycznia 1920 jednostka została przemianowana na XV batalion saperów.
12 marca 1920 batalion został skierowany na Ukrainę, jako składowa jednostka 15 Dywizji Piechoty. W nocy z 7 na 8 maja 1920 baon wkroczył do Kijowa i wziął udział wraz z dywizją w walkach na lewym brzegu Dniepru. W odwrocie batalion pozostaje w składzie 4 Armii generała Leonarda Skierskiego i walcząc, cofa się pod Warszawę. W pościgu za bolszewikami przypadła batalionowi w udziale naprawa dróg i mostów. W pracy i ciągłych bojach przebyli saperzy drogę z Warszawy przez Stanisławów, Ogrodniki, Zieleniec, Małkinię, Broki, Ostrów, Zambrów do Łomży, a następnie przez Stawiska do Kolna. Bojem wstępnym samorzutnie wysunąwszy się na czoło dywizji, zdobywa 3 kompania saperów Kolno, ponosząc przy tym poważne straty.
Od 4 do 16 sierpnia 1920 batalion budował umocnienia w rejonie Miłosny. W czasie polskiej ofensywy batalion zdobywał przeprawy i mosty, naprawiał drogi i mosty, miał też znaczny udział w zdobyciu Łomży i Wołkowyska. Po wybudowaniu mostu na Niemnie pod miejscowością Żukowy Borek saperzy dotarli do Wołmy, gdzie zastało ich zawieszenie broni.
W grudniu 1920 batalion wrócił do Poznania, aby wkrótce udać się w okolicę Chełma i Włodzimierza Wołyńskiego. W październiku 1921 batalion wrócił do Poznania. 10 października 1921 batalion został włączony w skład 8 Pułku Saperów. W grudniu 1929 w związku z przeformowaniem 8 Pułku Saperów w 8 Batalion Saperów, pododdział został zlikwidowany.

## Żołnierze batalionu
Dowódcy batalionu
- kpt. Witold Butler (od 13 I 1919)
- kpt. Marian Kaufer
- mjr Karol Domes (do XII 1929)

Obsada personalna w latach 1919–1920
- dowódca batalionu – kpt. Witold Butler
- adiutant – ppor. Mieczysław Józef Wilczewski
- dowódca 1 kompanii – por. Stefan Rueger i ppor. Tadeusz Szczepanowski
- dowódca 2 kompanii – por. Zygmunt Psarski i por. Stanisław Doroszewski
- młodszy oficer 2 kompanii – ppor. Bronisław Grajek
- dowódca 3 kompanii – ppor. Sulerzycki i por. Piotr Suffczyński
- młodszy oficer 3 kompanii – ppor. ppor. Leon Buśko
- młodszy oficer 3 kompanii – ppor. Jan Nepomucen Gustowski
- młodszy oficer 3 kompanii – ppor. Stanisław II Lewicki
- dowódca 4 kompanii – kpt. Konstanty Skąpski i ppor. Julian Mańka (od VII 1919)
- komendant koszar – zastępca oficera / ppor. Wacław Leitgeber

Kawalerowie Virtuti Militari
Żołnierze batalionu odznaczeni Krzyżem Srebrnym Orderu Virtuti Militari

- chor. Zbigniew Burian
- ś.p. ppor. Leon Buśko
- kpr. Władysław Filipiak
- sap. Jakub Floryszczak
- plut. Feliks Grzyl
- st. sap. Stefan Jażewski
- ppor. Julian Mańka
- st. sap. Marian Murawski
- sierż. Andrzej Opaliński
- kpr. Ludwik Springier
- st. sap. Stefan Sroka
- ppor. Tadeusz Szczepanowski
- kpr. Ignacy Roman Wiśniewski

## Sztandar
16 października 1919 I batalion Saperów Wielkopolskich otrzymał chorągiew, dar Czerwonego Krzyża z Wągrowca. Płat chorągwi z tkaniny jedwabnej, w kształcie prostokąta o wymiarach 54 cm x 80 cm wykonała poznańska firma hafciarska J. Eichstedt.